# James Taylor
James Vernon Taylor (ur. 12 marca 1948 w Belmont) – amerykański piosenkarz, gitarzysta, kompozytor i autor tekstów piosenek, wykonawca muzyki country, folk, pop i rock. 
W latach 80. jego kariera uległa załamaniu. Wielkim sukcesem zakończył się powrót muzyka w bardziej popowym repertuarze, który nastąpił w końcu lat 90. W 1997 zdobył nagrodę Grammy za najlepszy album popowy.
Został odznaczony Prezydenckim Medalem Wolności i Narodowym Medalem Sztuk. W 2000 został wprowadzony do Rock and Roll Hall of Fame.

## Dyskografia
- 1968 James Taylor
- 1970 Sweet Baby James
- 1971 Mud Slide Slim and the Blue Horizon
- 1972 One Man Dog
- 1974 Walking Man
- 1975 Gorilla
- 1976 In the Pocket
- 1977 JT
- 1979 Flag
- 1981 Dad Loves His Work
- 1985 That's Why I'm Here
- 1988 Never Die Young
- 1991 New Moon Shine

Live in Rio
- 1993 Live
- 1997 Hourglass
- 1998 Live at the Beacon Theatre
- 2002 Listen with James

October Road
- 2007 One Man Band
- 2015 Before This World